# 유훈 (광척양후)
유훈(劉勳, ? ~ ?)은 전한 말기의 제후로, 초효왕의 아들이다.

## 행적
하평 3년(기원전 26년), 초효왕이 병에 걸렸다. 이를 불쌍히 여긴 성제는 초효왕의 아들 유훈을 광척후(廣戚侯)에 봉하여 식읍 4,300호를 내렸다.
시호를 양(煬)이라 하였고, 작위는 아들 유현이 이었다.

## 출전
- 반고, 《한서》 권15하 왕자후표 下·권80 선원육왕전

| 선대 (첫 봉건) | 전한의 광척후 기원전 26년 ~ ? | 후대 아들 유현 |